# Megan McNamara
Megan Norma McNamara (Richmond (Colúmbia Britânica), 1 de agosto de 1997) é uma jogadora de voleibol de praia canadense.

## Carreira
Em 2014 formava dupla com sua irmã gêmea Nicole McNamara na edição do Campeonato Mundial de Vôlei de Praia Sub-19 na cidade de Porto quando terminaram na terceira posição e juntas também representaram o país na edição dos Jogos Olímpicos da Juventude  realizados em Nanquim, China, quando terminaram com a medalha de prata.
E com Nicole disputou a edição do Campeonato Mundial de Vôlei de Praia Sub-21 de 2016 em Lucerna, Suíça, e conquistaram a medalha de ouro, mesmo feito obtido na edição do Campeonato Mundial Universitário de Vôlei de Praia realizado em Munique.